# Джакомо Маттеотті
Джàкомо Маттео́тті (італ. Giacomo Matteotti; нар. 22 травня 1885, Фратта-Полезіне — пом. 10 червня 1924, Рим) — депутат парламенту Італії (1919—1924), секретар Італійської соціалістичної партії (1922—1924). Доктор права.

## Вбивство
Як депутат парламенту виступав проти режиму Муссоліні.
Був викрадений і вбитий за те, що заявив про фальсифікацію виборів фашистами.
1 червня 1924 року Джакомо Маттеоті виступив з промовою у парламенті, в якій звинуватив фашистів у фальсифікації виборів і зажадав анулювати мандати депутатів від їх партії. Через 10 днів він був викрадений і вбитий фашистами. Король Віктор Еммануїл III не усунув Муссоліні від влади, як цього вимагала більшість населення.

## Кіно
"Вбивство Маттеотті" (1973) реж. Флорестано Ванчіні; в ролях: Маттеотті - Франко Неро, Муссоліні - Маріо Адорф.